# Hlavnice
Hlavnice (in tedesco Glomnitz) è un comune della Repubblica Ceca facente parte del distretto di Opava, nella regione della Moravia-Slesia.